# Colladonus tahotus
Colladonus tahotus är en insektsart som beskrevs av Ball 1936. Colladonus tahotus ingår i släktet Colladonus och familjen dvärgstritar. Inga underarter finns listade i Catalogue of Life.